# Khrystoforivka
Khrystoforivka (en ukrainien : Христофорівка) ou Khristoforovka (en russe : Христофоровка) est une commune urbaine de l'oblast de Dnipropetrovsk, en Ukraine. Sa population s'élevait à 1 312 habitants en 2022.

## Géographie
Khrystoforivka est située à 21 km à l'ouest du centre de Kryvyï Rih, à 150 km au sud-ouest de Dnipro et à 330 km au sud-est de Kiev.

## Histoire
Le village fut fondé dans les années 1830. Selon une légende, il y avait autrefois un village à cet emplacement, mais tous ses habitants seraient morts de la peste en 1770. Le nom viendrait d'un certain Khrystofor (en ukrainien : Христофор, « Christophe » en français), qui était le propriétaire du village et qui périt au cours de l'épidémie de peste. Le village accéda au statut de commune urbaine en 1958. 

## Population
Recensements (*) ou estimations de la population :
| 1959* | 1970* | 1979* | 1989* | 2001* |
| ----- | ----- | ----- | ----- | ----- |
| 4 366 | 2 448 | 2 351 | 2 039 | 1 583 |

| 2009  | 2010  | 2011  | 2012  | 2013  |
| ----- | ----- | ----- | ----- | ----- |
| 1 460 | 1 469 | 1 459 | 1 453 | 1 450 |